# A Crucial Test
Pour plus de détails, voir Fiche technique et Distribution.
A Crucial Test est un film muet américain réalisé par Frank Montgomery et sorti en 1912.

## Fiche technique
- Titre : A Crucial Test
- Réalisation : Frank Montgomery
- Scénario : Frank Montgomery
- Producteur : William Selig
- Société de production : Selig Polyscope Company
- Société de distribution : General Film Company
- Pays de production :  États-Unis
- Langue : film muet avec les intertitres en anglais
- Métrage : 300 mètres
- Format : Noir et blanc — 35 mm — 1,33:1 — Muet
- Genre : Drame
- Durée : 10 minutes
- Dates de sortie : 
  - États-Unis : 11 mars 1912

## Distribution
- Tom Santschi
- Hobart Bosworth
- Herbert Rawlinson
- Fred Huntley
- Roy Watson
- George Hernandez
- Frank Clark
- Frank Richardson
- Charles E. 'Bunny' Feehan
- Mona Darkfeather
- Edward H. Philbrook
- Anna Dodge
- Jane Keckley
- Bessie Eyton
- Daisy Prideaux
- Camille Astor